# Smith Street Motorway
Der Smith Street Motorway  (oder Smith Street Extension) ist eine kurze Autobahn an der Gold Coast im äußersten Südosten des australischen Bundesstaates Queensland. Er verbindet den Gold Coast Highway (S2) in Southport nach Westen mit dem Pacific Motorway (M1).
Die Straße ist 5 km weit vom Pacific Motorway (Ausfahrt 66) bis zur Kreuzung mit dem Parklands Drive als Autobahn ausgebaut. Von da ab führt sie als Kraftfahrstraße bis zur High Street in Southport und biegt dann in die North Street zum Gold Coast Highway ab.
Entlang dieser Strecke liegt die Griffith University (Gold Coast Campus) und Parklands Gold Coast, das Messegelände von Southport. Das Gold Coast University Hospital soll ebenfalls an dieser Strecke entstehen.
Eine sehenswerte rote Fußgängerbrücke über die Smith Street wurde 2007 fertiggestellt. Sie verbindet den Parklands Campus der Griffith University mit dem neuen Gelände auf der Südseite der Smith Street.

## Ausfahrten und Kreuzungen
| Smith Street Motorway                                                        |                               |                                      |                                                          |
| Westbound exits                                                              | Entfernung von Southport (km) | Entfernung vom Pacific Motorway (km) | Ausfahrten in Richtung Osten                             |
| Einmündung in den Pacific Motorway weiter als Pacific Motorway nach Brisbane | 8                             | 0                                    | Beginn Smith Street Motorway weiter vom Pacific Motorway |
| Pacific Pines, Brisbane Smith Street Pacific Motorway                        | 8                             | 0                                    | Pacific Pines Smith Street Pacific Motorway              |
| Molendinar Precision Drive                                                   | 6                             | 2                                    | keine Ausfahrt                                           |
| Parkwood, Ashmore Olsen Avenue                                               | 4                             | 4                                    | Parkwood, Ashmore Olsen Avenue                           |
| Richtungen Kreuzung                                                          |                               |                                      | Straßenname                                              |
| Parklands Gold Coast Griffith University, Gold Coast Campus                  | 3                             | 5                                    | Parklands Drive                                          |
| Musgrave Hill                                                                | 2                             | 6                                    | Kumbari Avenue                                           |
| Beginn Smith Street Motorway weiter von der Smith Street                     | 2                             | 6                                    | weiter als Smith Street nach Southport                   |